# Falaba Issa Traoré
 (janvier 2019).
Si vous disposez d'ouvrages ou d'articles de référence ou si vous connaissez des sites web de qualité traitant du thème abordé ici, merci de compléter l'article en donnant les références utiles à sa vérifiabilité et en les liant à la section « Notes et références ».
Pour les articles homonymes, voir Traoré.
Falaba Issa Traoré est un écrivain, comédien, réalisateur et dramaturge malien. Il est né vers 1928 à Bougouni (Mali) et est décédé le 8 août 2003 à Rabat (Maroc).

## Biographie
Falaba Issa Traoré naît vers 1930 à Bougouni, au Mali. Instituteur de profession, il dirige une troupe de théâtre amateur avant de diriger entre 1962 et 1968 la troupe régionale de Bamako. De 1969 à 1973, il crée et dirige la troupe folklorique et d’art dramatique Yankadi.
En 1973, il se rend en Allemagne pour étudier la réalisation au cinéma. De retour au Mali en 1976, il dirige la section Cinéma au ministère des Sports, des Arts et de la Culture.
Comédien, il a notamment joué dans des films de Kalifa Dienta (A Banna), de Cheick Oumar Sissoko (Nidiougou Guimba), de Boubacar Sidibé (Le Pacte social, Sanoudié et N’Tronkélé). Il a également été réalisateur, son dernier film, Bamunan (« Le Pagne sacré »), est sorti en 1990.
Dramaturge, il est l’auteur des opéras Soundiata ou l’Épopée mandingue et Dah Monzon ou l’Épopée bambara.
Il est lauréat du prix Afrique de Poésie de la Francophonie en 1972.
Falaba Issa Traoré meurt le 8 août 2003 à Rabat, au Maroc.

## Filmographie
- 1979 : Juguifolo (« Première Lueur d’espoir »)
- 1980 : Anbé no don (« Nous sommes tous coupables »)
- 1980 : Kiri Kara Watita (« Duel dans les falaises »)
- 1990 : Bamunan (« Le Pagne sacré »)
- 1995 : Guimba, Un Tyran, Une époque[1]

## la légende de la chauve souris Bibliographie
- 1970 : Contes et récits du terroir